# Grégory Coupet
Grégory Coupet (Le Puy-en-Velay, 31 dicembre 1972) è un allenatore di calcio ed ex calciatore francese, di ruolo portiere. Con la nazionale francese si è laureato vicecampione del mondo al campionato del mondo 2006.

## Carriera

### Club

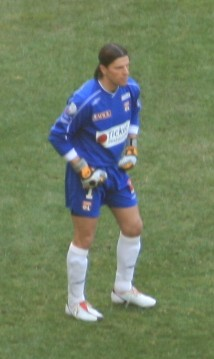
Coupet con la maglia dell'Olympique Lione

Ha cominciato con la squadra della sua città, il piccolo Olympique Le Puy-en-Velay, prima di passare al Saint-Étienne all'età di 17 anni. Il 14 gennaio 1994 esordisce in Ligue 1, prima di 88 presenze con la maglia della squadra francese. Dopo tre stagioni si trasferisce ai rivali dell'Olympique Lione, squadra con cui vincerà in totale 7 campionati francesi, 6 Supercoppe di Francia, 2 Coppe di Francia e 1 Coppa di lega francese.
Il 23 maggio 2008 annuncia il suo abbandono del Lione, e il 4 luglio 2008 viene ufficializzata la sua cessione all'Atlético Madrid. Dopo un solo anno, però, il portiere francese lascia la Spagna per fare ritorno in patria nel PSG. Il 28 novembre 2009, nell'incontro di campionato contro l'Auxerre, scivolando nel rincorrere il pallone onde evitare un calcio d'angolo, riporta la frattura della gamba sinistra. Il 3 giugno 2011 annuncia il proprio ritiro agonistico venendo sostituito da Nicolas Douchez.

### Nazionale
Con la maglia della propria Nazionale ha partecipato ai Mondiali 2002, a Euro 2004 e ai Mondiali 2006 (secondo posto) come riserva di Fabien Barthez. Ad Euro 2008 ha giocato come titolare, per poi annunciare il ritiro dalla nazionale dopo la competizione.

## Statistiche

### Presenze e reti nei club
Statistiche aggiornate al 29 maggio 2011.
| Stagione                   | Squadra                    | Campionato                 | Campionato | Campionato | Coppe nazionali | Coppe nazionali | Coppe nazionali | Coppe continentali | Coppe continentali | Coppe continentali | Altre coppe | Altre coppe | Altre coppe | Totale | Totale |
| Stagione                   | Squadra                    | Comp                       | Pres       | Reti       | Comp            | Pres            | Reti            | Comp               | Pres               | Reti               | Comp        | Pres        | Reti        | Pres   | Reti   |
| -------------------------- | -------------------------- | -------------------------- | ---------- | ---------- | --------------- | --------------- | --------------- | ------------------ | ------------------ | ------------------ | ----------- | ----------- | ----------- | ------ | ------ |
| 1996-1997                  | Olympique Lione            | D1                         | 15         | -16        | CF+CdL          | 0+1             | -4              | -                  | -                  | -                  | -           | -           | -           | 16     | -20    |
| 1997-1998                  | Olympique Lione            | D1                         | 31         | -31        | CF+CdL          | 5+1             | -2 + -1         | Int+CU             | 7+4                | -5 + -7            | -           | -           | -           | 48     | -46    |
| 1998-1999                  | Olympique Lione            | D1                         | 34         | -31        | CF+CdL          | 1+1             | -1 + -2         | CU                 | 8                  | -11                | -           | -           | -           | 44     | -45    |
| 1999-2000                  | Olympique Lione            | D1                         | 34         | -42        | CF+CdL          | 4+3             | -4 + -2         | UCL+CU             | 2+6                | -3 + -5            | -           | -           | -           | 49     | -56    |
| 2000-2001                  | Olympique Lione            | D1                         | 32         | -25        | CF+CdL          | 4+5             | -8 + -5         | UCL                | 14                 | -12                | -           | -           | -           | 55     | -50    |
| 2001-2002                  | Olympique Lione            | D1                         | 34         | -32        | CF+CdL          | 2+2             | -2 + -2         | UCL+CU             | 6+4                | -9 + -9            | -           | -           | -           | 48     | -54    |
| 2002-2003                  | Olympique Lione            | L1                         | 35         | -39        | CF+CdL          | 1+2             | -1 + -3         | UCL+CU             | 6+2                | -9 + -1            | SF          | 1           | -1          | 47     | -54    |
| 2003-2004                  | Olympique Lione            | L1                         | 35         | -22        | CF+CdL          | 3+0             | -4              | UCL                | 9                  | -10                | SF          | 1           | -1          | 48     | -37    |
| 2004-2005                  | Olympique Lione            | L1                         | 31         | -19        | CF+CdL          | 3+0             | -2              | UCL                | 8                  | -10                | SF          | 1           | -1          | 43     | -32    |
| 2005-2006                  | Olympique Lione            | L1                         | 37         | -27        | CF+CdL          | 4+0             | -3              | UCL                | 9                  | -6                 | SF          | 1           | -1          | 51     | -37    |
| 2006-2007                  | Olympique Lione            | L1                         | 33         | -20        | CF+CdL          | 1+0             | -2              | UCL                | 7                  | -5                 | SF          | 0           | 0           | 41     | -27    |
| 2007-2008                  | Olympique Lione            | L1                         | 19         | -21        | CF+CdL          | 6+1             | -1 + -1         | UCL                | 2                  | -2                 | SF          | 1           | -1          | 29     | -26    |
| Totale O. Lione            | Totale O. Lione            | Totale O. Lione            | 370        | -325       |                 | 50              | -49             |                    | 94                 | -104               |             | 5           | -5          | 519    | -483   |
| 2008-2009                  | Atlético Madrid            | PD                         | 6          | -9         | CR              | 3               | -5              | UCL                | 2                  | -1                 | -           | -           | -           | 11     | -15    |
| 2009-2010                  | Paris Saint-Germain        | L1                         | 16         | -21        | CF+CdL          | 0+1             | 0               | -                  | -                  | -                  | -           | -           | -           | 17     | -21    |
| 2010-2011                  | Paris Saint-Germain        | L1                         | 15         | -17        | CF+CdL          | 4+3             | -3 + -3         | UEL                | 1                  | 0                  | SF          | 1           | -1          | 24     | -24    |
| Totale Paris Saint-Germain | Totale Paris Saint-Germain | Totale Paris Saint-Germain | 31         | -38        |                 | 8               | -6              |                    | 1                  | 0                  |             | 1           | -1          | 41     | -45    |
| Totale carriera            | Totale carriera            | Totale carriera            | 407        | -372       |                 | 61              | -60             |                    | 97                 | -105               |             | 6           | -6          | 571    | -543   |

### Cronologia presenze e reti in nazionale
| Cronologia completa delle presenze e delle reti in nazionale ― Francia | Cronologia completa delle presenze e delle reti in nazionale ― Francia | Cronologia completa delle presenze e delle reti in nazionale ― Francia | Cronologia completa delle presenze e delle reti in nazionale ― Francia | Cronologia completa delle presenze e delle reti in nazionale ― Francia | Cronologia completa delle presenze e delle reti in nazionale ― Francia | Cronologia completa delle presenze e delle reti in nazionale ― Francia | Cronologia completa delle presenze e delle reti in nazionale ― Francia |
| Data                                                                   | Città                                                                  | In casa                                                                | Risultato                                                              | Ospiti                                                                 | Competizione                                                           | Reti                                                                   | Note                                                                   |
| ---------------------------------------------------------------------- | ---------------------------------------------------------------------- | ---------------------------------------------------------------------- | ---------------------------------------------------------------------- | ---------------------------------------------------------------------- | ---------------------------------------------------------------------- | ---------------------------------------------------------------------- | ---------------------------------------------------------------------- |
| 1-6-2001                                                               | Taegu                                                                  | Australia                                                              | 1 – 0                                                                  | Francia                                                                | Conf. Cup 2001 - 1º turno                                              | -1                                                                     |                                                                        |
| 21-8-2002                                                              | Radès                                                                  | Tunisia                                                                | 1 – 1                                                                  | Francia                                                                | Amichevole                                                             | -1                                                                     |                                                                        |
| 7-9-2002                                                               | Strovolos                                                              | Cipro                                                                  | 1 – 2                                                                  | Francia                                                                | Qual. Euro 2004                                                        | -1                                                                     |                                                                        |
| 18-6-2003                                                              | Lione                                                                  | Francia                                                                | 1 – 0                                                                  | Colombia                                                               | Conf. Cup 2003 - 1º turno                                              | -                                                                      |                                                                        |
| 26-6-2003                                                              | Saint-Denis                                                            | Francia                                                                | 3 – 2                                                                  | Turchia                                                                | Conf. Cup 2003 - Semifinale                                            | -2                                                                     |                                                                        |
| 15-11-2003                                                             | Gelsenkirchen                                                          | Germania                                                               | 0 – 3                                                                  | Francia                                                                | Amichevole                                                             | -                                                                      |                                                                        |
| 20-5-2004                                                              | Saint-Denis                                                            | Francia                                                                | 0 – 0                                                                  | Brasile                                                                | Amichevole                                                             | -                                                                      |                                                                        |
| 28-5-2004                                                              | Montpellier                                                            | Francia                                                                | 4 – 0                                                                  | Andorra                                                                | Amichevole                                                             | -                                                                      |                                                                        |
| 4-9-2004                                                               | Saint-Denis                                                            | Francia                                                                | 0 – 0                                                                  | Israele                                                                | Qual. Mondiali 2006                                                    | -                                                                      |                                                                        |
| 8-9-2004                                                               | Tórshavn                                                               | Fær Øer                                                                | 0 – 2                                                                  | Francia                                                                | Qual. Mondiali 2006                                                    | -                                                                      |                                                                        |
| 9-2-2005                                                               | Saint-Denis                                                            | Francia                                                                | 1 – 1                                                                  | Svezia                                                                 | Amichevole                                                             | -1                                                                     |                                                                        |
| 31-5-2005                                                              | Longeville-lès-Metz                                                    | Francia                                                                | 2 – 1                                                                  | Ungheria                                                               | Amichevole                                                             | -1                                                                     | 82’                                                                    |
| 17-8-2005                                                              | Saint-Denis                                                            | Francia                                                                | 3 – 0                                                                  | Costa d'Avorio                                                         | Amichevole                                                             | -                                                                      |                                                                        |
| 3-9-2005                                                               | Lens                                                                   | Francia                                                                | 3 – 0                                                                  | Fær Øer                                                                | Qual. Mondiali 2006                                                    | -                                                                      |                                                                        |
| 7-9-2005                                                               | Dublino                                                                | Irlanda                                                                | 0 – 1                                                                  | Francia                                                                | Qual. Mondiali 2006                                                    | -                                                                      |                                                                        |
| 8-10-2005                                                              | Berna                                                                  | Svizzera                                                               | 1 – 1                                                                  | Francia                                                                | Qual. Mondiali 2006                                                    | -1                                                                     |                                                                        |
| 12-10-2005                                                             | Saint-Denis                                                            | Francia                                                                | 4 – 0                                                                  | Cipro                                                                  | Qual. Mondiali 2006                                                    | -                                                                      |                                                                        |
| 12-11-2005                                                             | Saint-Denis                                                            | Francia                                                                | 0 – 0                                                                  | Germania                                                               | Amichevole                                                             | -                                                                      |                                                                        |
| 16-8-2006                                                              | Sarajevo                                                               | Bosnia ed Erzegovina                                                   | 1 – 2                                                                  | Francia                                                                | Amichevole                                                             | -1                                                                     |                                                                        |
| 2-9-2006                                                               | Tbilisi                                                                | Georgia                                                                | 0 – 3                                                                  | Francia                                                                | Qual. Euro 2008                                                        | -                                                                      |                                                                        |
| 6-9-2006                                                               | Parigi                                                                 | Francia                                                                | 3 – 1                                                                  | Italia                                                                 | Qual. Euro 2008                                                        | -1                                                                     |                                                                        |
| 7-10-2006                                                              | Glasgow                                                                | Scozia                                                                 | 1 – 0                                                                  | Francia                                                                | Qual. Euro 2008                                                        | -1                                                                     |                                                                        |
| 15-11-2006                                                             | Saint-Denis                                                            | Francia                                                                | 1 – 0                                                                  | Grecia                                                                 | Amichevole                                                             | -                                                                      |                                                                        |
| 7-2-2007                                                               | Saint-Denis                                                            | Francia                                                                | 0 – 1                                                                  | Argentina                                                              | Amichevole                                                             | -1                                                                     |                                                                        |
| 24-3-2007                                                              | Kaunas                                                                 | Lituania                                                               | 0 – 1                                                                  | Francia                                                                | Qual. Euro 2008                                                        | -                                                                      |                                                                        |
| 28-3-2007                                                              | Saint-Denis                                                            | Francia                                                                | 1 – 0                                                                  | Austria                                                                | Amichevole                                                             | -                                                                      |                                                                        |
| 2-6-2007                                                               | Saint-Denis                                                            | Francia                                                                | 2 – 0                                                                  | Ucraina                                                                | Qual. Euro 2008                                                        | -                                                                      |                                                                        |
| 6-2-2008                                                               | Malaga                                                                 | Spagna                                                                 | 1 – 0                                                                  | Francia                                                                | Amichevole                                                             | -1                                                                     |                                                                        |
| 26-3-2008                                                              | Saint-Denis                                                            | Francia                                                                | 1 – 0                                                                  | Inghilterra                                                            | Amichevole                                                             | -                                                                      |                                                                        |
| 31-5-2008                                                              | Tolosa                                                                 | Francia                                                                | 0 – 0                                                                  | Paraguay                                                               | Amichevole                                                             | -                                                                      |                                                                        |
| 3-6-2008                                                               | Saint-Denis                                                            | Francia                                                                | 1 – 0                                                                  | Colombia                                                               | Amichevole                                                             | -                                                                      |                                                                        |
| 9-6-2008                                                               | Zurigo                                                                 | Romania                                                                | 0 – 0                                                                  | Francia                                                                | Euro 2008 - 1º turno                                                   | -                                                                      |                                                                        |
| 13-6-2008                                                              | Berna                                                                  | Paesi Bassi                                                            | 4 – 1                                                                  | Francia                                                                | Euro 2008 - 1º turno                                                   | -4                                                                     |                                                                        |
| 17-6-2008                                                              | Zurigo                                                                 | Francia                                                                | 0 – 2                                                                  | Italia                                                                 | Euro 2008 - 1º turno                                                   | -2                                                                     |                                                                        |
| Totale                                                                 |                                                                        | Presenze                                                               | 34                                                                     |                                                                        | Reti                                                                   | -19                                                                    |                                                                        |

## Palmarès

### Club

#### Competizioni nazionali
- Coppa di Lega francese: 1

Lione: 2000-2001
- Campionato francese: 7

Lione: 2001-2002, 2002-2003, 2003-2004, 2004-2005, 2005-2006, 2006-2007, 2007-2008
- Supercoppa francese: 6

Lione: 2002, 2003, 2004, 2005, 2006, 2007
- Coppa di Francia: 2

Lione: 2007-2008
Paris SG: 2009-2010

#### Competizioni internazionali
- Coppa Intertoto UEFA: 1

Lione: 1997

### Nazionale
- Confederations Cup: 2

Giappone-Corea del Sud 2001, Francia 2003

### Individuale
- Trophées UNFP du football: 8

Miglior portiere della Ligue 1: 2003, 2004, 2005, 2006
Squadra ideale della Ligue 1: 2003, 2004, 2005, 2006